# Levina (chanteuse)
Pour les articles homonymes, voir Levina.
Levina, née le 1er mai 1991 à Bonn, est une auteure-compositrice-interprète allemande. Elle a représenté l'Allemagne au Concours Eurovision de la chanson 2017, à Kiev et a terminé à l'avant-dernière position avec 6 points, devenant par conséquent la première représentante allemande depuis 2014 à ne pas avoir fini à la dernière place.

## Vie et carrière
Isabella Lueen naît le 1er mai 1991 à Bonn et grandit dans la ville de Chemnitz. Elle fréquentera durant son adolescence le Dr-Wilhelm-André-Gymnasium et passera en 2009 à Cambridge au Royaume-Uni le Baccalauréat international, qu'elle obtiendra. Elle déménage ensuite à Londres où elle obtiendra un bachelor au King's College. Elle vit désormais entre Berlin et Londres, où elle étudie la gestion artistique au London College of Music.

### Concours Eurovision de la chanson 2017
En 2016, Levina fut annoncée comme étant l'une des trente-trois artistes retenus pour la présélection allemande pour l'Eurovision 2017. Il fut ensuite annoncé le 6 janvier 2017 qu'elle fera partie des cinq finalistes. 
Durant le show, elle choisira d'abord d'interpréter When We Were Young de la chanteuse Adele lors de la première manche. Elle se qualifiera et finira l'émission comme étant la seule finaliste encore en lice lors de la finale. Elle interprètera donc les chansons Wildfire et Perfect Life. Ce sera avec cette dernière que Levina remporta la sélection.  
L'Allemagne étant membre du Big Five, elle se qualifie automatiquement pour la finale, où elle chantera en 21e position, finissant vingt-cinquième du classement final avec 6 points (3 du jury et 3 du télévote).